# Afrikaanse dwergooruil

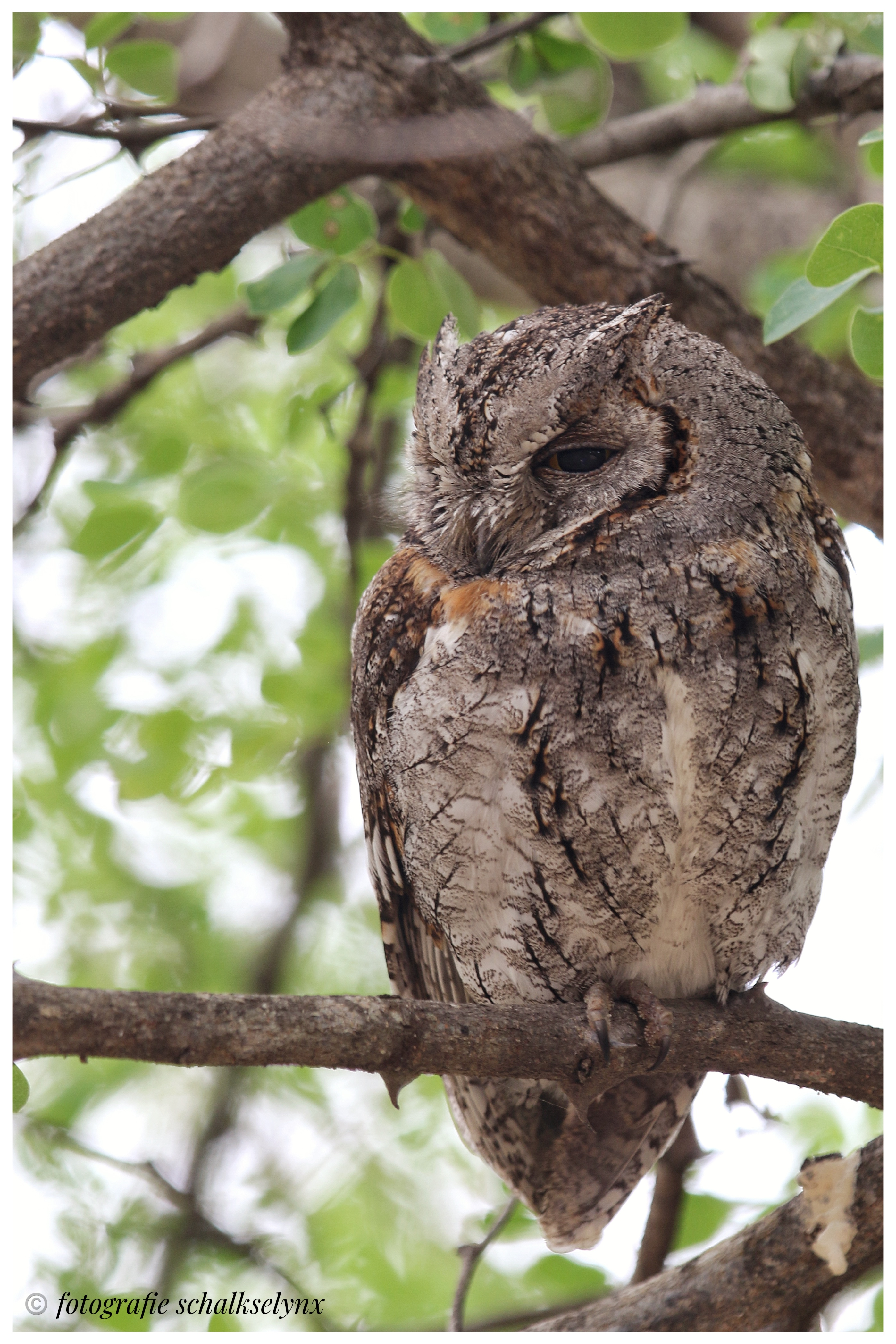
Zuid-Afrikaanse Dwergooruil (Otus Senegalensis)

De Afrikaanse dwergooruil (Otus senegalensis) is een vogelsoort uit de familie van de strigidae (uilen). De vogel werd in 1837 geldig beschreven door de Britse dierkundige en illustrator William John Swainson. Het is een kleine uil die sterk lijkt op de dwergooruil (Otus scops) die in Europa voorkomt.

## Kenmerken
De vogel is 16 tot 19 cm lang. Het verenkleed van deze vogel is grijsbruin of roodbruin met een fijne, zwarte tekening, met twee veerpluimen op zijn kop. Soms zijn die 'oren' nauwelijks te zien, maar bij onraad zet hij ze rechtop. Het verenkleed van beide geslachten is gelijk. De ogen zijn geel, de snavel is donker hoornkleurig en de poten zijn grijs.

## Verspreiding en leefgebied
Deze soort komt voor in Afrika, bezuiden de Sahara en telt twee ondersoorten:
- Otus senegalensis senegalensis: Afrika, bezuiden de Sahara.
- Otus senegalensis nivosus: zuidoostelijk Kenia.

De leefgebieden liggen in savannegebieden, open bosgebieden, parkachtig landschap tot op 2000 meter boven zeeniveau. Een voorwaarde is dat er ook grote bomen staan, in West-Afrika soms ook in mangrovebos. De vogel slaapt overdag dicht bij de stam in rijk bebladerde bomen.

## Status
De ondersoorten O.s. senegalensis en O.s. nivosus zijn niet zeldzaam. De wereldpopulatie is niet gekwantificeerd, maar men vermoedt dat de wereldpopulatie stabiel in aantal is. Daarom staat de moedersoort als niet bedreigd op de Rode Lijst van de IUCN.